# Navielgane
Navielgane est une localité située dans le département de Diébougou de la province de la Bougouriba dans la région Sud-Ouest au Burkina Faso. En 2006, cette localité comptait 1 625 habitants dont 52 % de femmes.

## Géographie
Navielgane est traversé par la route nationale 12.

## Santé et éducation
Le centre de soins le plus proche de Navielgane est le centre médical avec antenne chirurgicale (CMA) de la province à Diébougou.
Le village possède une école primaire publique.